# Cold Harbor
"Cold Harbor" es el décimo episodio y final de la segunda temporada de la serie de televisión de ciencia ficción y suspenso psicológico Severance. Es el episodio número 19 de la serie y fue escrito por el creador de la serie Dan Erickson y dirigido por el productor ejecutivo Ben Stiller. Se lanzó en Apple TV+ el 20 de marzo de 2025. 
La serie sigue a los empleados de la corporación ficticia Lumon Industries, una empresa que utiliza un programa de "cercenadura" en el que sus recuerdos no laborales se separan de sus recuerdos laborales. En este episodio, las personalidades de Mark, tanto de afuera como de adentro, avanzan con su plan para rescatar a Gemma de Lumon.
El episodio recibió una gran aclamación de los críticos, quienes elogiaron las actuaciones (especialmente Adam Scott), la dirección, los giros, la tensión, el peso emocional y la conclusión de la temporada.

## Trama
En la cabina de parto, el innie y outie de Mark se comunican entre sí grabando mensajes con una videocámara y haciendo que Mark entre y salga de la habitación separada para responder. El outie de Mark, Devon, y Cobel explican el plan para rescatar a Gemma del piso de pruebas y usan la evidencia de su secuestro para derrotar a Lumon. El innie de Mark argumenta que la reintegración tendrá como resultado la pérdida de su identidad y autonomía; se agita cuando se da cuenta de que, dado que Helena Eagan nunca se reintegraría con su innie Helly, derrotar a Lumon significaría efectivamente terminar con la vida de Helly. 
Al día siguiente, Dylan regresa y descubre que su outie ha delegado en él la decisión sobre su solicitud de renuncia. Mark llega al piso cortado y completa el archivo de Cold Harbor con Helly a su lado. Milchick y una estatua animatrónica de Kier Eagan felicitan a Mark. Milchick actúa con una banda de música del departamento de Coreografía y Alegría. Helly distrae a Milchick y lo atrapa en el baño mientras Mark busca el ascensor al piso de pruebas. Dylan llega a MDR y ayuda a Helly a contener a Milchick bloqueando la puerta del baño con una máquina expendedora.
Gemma ingresa a la habitación de Cold Harbor, donde su nueva innie tiene la tarea de desmontar la cuna que Mark había construido para su bebé. Para deleite del Doctor Mauer y Jame Eagan, esto no desencadena ninguna emoción en su interior. Mientras tanto, Lorne lleva una cabra a una habitación secreta frente al salón de exportaciones; el Sr. Drummond explica que la cabra es un sacrificio que será enterrado junto a Gemma. Le proporciona a Lorne un aturdidor de ganado para matar a la cabra, pero se distrae con el sonido de Mark intentando entrar en el Salón de Exportaciones. Drummond intenta estrangular a Mark, pero Lorne lo detiene y lo amenaza con un aturdidor de ganado. Luchan hasta que Lorne somete a Drummond.
Sosteniendo a Drummond como rehén con el aturdidor de ganado, Mark lo lleva al ascensor hasta el piso de pruebas; durante la transición a su outie, Mark activa accidentalmente el aturdidor de ganado, matando a Drummond. El outie de Mark localiza la habitación de Cold Harbor y libera a Gemma. Al salir de la habitación, Gemma vuelve a su estado normal y entre lágrimas se reúne con Mark. Escapan de nuevo al piso cortado y vuelven a transitar hacia sus identidades cortadas. El innie de Mark guía a la Sra. Casey llegando a la escalera de salida donde regresa a ser Gemma, pero él decide no unirse a ella y, en su lugar, regresa con Helly. Gemma llora por Mark mientras los dos corren hacia los pasillos, tomados de la mano.

## Producción

### Desarrollo
El episodio fue escrito por el creador de la serie Dan Erickson y dirigido por el productor ejecutivo Ben Stiller. Esto marcó el séptimo crédito como guionista de Erickson y el undécimo crédito como director de Stiller. 

### Escritura
Dan Erickson dijo que en una versión anterior del guion, ampliarían más sobre el contenido detrás del archivo "Cold Harbor". Sin embargo, decidieron mantenerlo en secreto ya que la respuesta a su contenido conducirá "a una pregunta más amplia sobre la agenda final de la empresa, y eso seguirá siendo desconocido". Erickson también mencionó: "Hablamos sobre si era demasiado pronto para revelar las cifras. Pero realmente sentí que era solo una pieza de un misterio tan intrincado y mayor que sentí que ya era hora. No sentí que fuera algo que tuviéramos que posponer. Demos una respuesta a esto, porque nos abre a otras preguntas más importantes que creo que son igual de interesantes".
Stiller consideró terminar la escena final antes, antes de que Mark decidiera correr hacia Helly. Stiller declaró que decidieron no terminar con un final en suspenso, explicando: "Jugamos con la idea de terminar con Mark mirando entre los dos, pero estaba claro, después de tener este final en suspenso en la primera temporada, que no quería hacerle eso al público. Siempre sentí que esta era la forma natural en que Mark se desarrollaría". Britt Lower ofreció su interpretación del final: "Es un cóctel de emociones. Han tomado esta decisión. Así que creo que hay euforia. La dirección del guion decía que simplemente estaban corriendo. Recuerdo que cuando lo estábamos haciendo, nos sentíamos como un par de caballos salvajes que simplemente se soltaron".
Erickson explicó la decisión de Mark de quedarse y dejar a Gemma: "Es una dolorosa constatación para él en ese momento: simplemente no siente que por ella sea como él siente, pero simplemente no lo siente, y la única persona por la que siente eso lo apoya, así que esa es la dirección que finalmente toma. Y es un momento en el que, ya sabes, es una elección entre dos amores, pero también es una elección entre dos identidades y dos esposas, y es él diciendo: 'Mi amor, y por lo tanto mi existencia, es válida y tan importante como la de mi [outie]'". Adam Scott añadió: "Parecía el camino lógico para que Mark, el del interior, y Mark, el del exterior, se enfrentaran durante toda la temporada. Al principio, sus intereses se alinean y muy pronto empiezan a divergir. Pero en cuanto a terminar la temporada antes de que él tome una decisión, me alegro mucho de que no lo hayamos hecho. Creo que la temporada termina en el lugar correcto".

### Música
Stiller dijo que para la escena final estaba "buscando la yuxtaposición de la locura de eso con una canción esperanzadora". El equipo consideró usar "I Got You Babe" de Sonny & Cher o "As Tears Go By" de Nancy Sinatra, pero consideraron que la primera era "demasiado linda" y la segunda "no tenía tanto sentido temático". Finalmente eligieron "The Windmills of Your Mind" de Mel Tormé, y Stiller explicó: "Es extraña tanto por su letra como por su sonido. Es como un viaje descontrolado de drogas. Es muy extraña. Porque, en realidad, de eso se trata todo el espectáculo". Stiller también consideró que usar "Work Song" de Bobby Darin para los créditos fue una elección extraña, pero concluyó que "encajaban".

## Recepción crítica
"Cold Harbor" recibió una gran aclamación de la crítica. El sitio web recopilador de reseñas Rotten Tomatoes informó una calificación de aprobación del 100% para el episodio, basada en 10 reseñas, con una calificación promedio de 9.9/10.
Saloni Gajjar, de The AV Club, le dio al episodio una calificación de "A-" y escribió: "Como resultado, el suspense general se ha visto afectado. Esto podría dejar a los espectadores, comprensiblemente, en conflicto y con poca paciencia con el ritmo de la serie, especialmente con cómo todo culmina en 'Cold Harbor', de 76 minutos de duración. Sin embargo, si consideramos el final de temporada como un estudio de personajes, es potente, absurdo y sorprendente, y sí, deja muchas cosas abiertas".
Alan Sepinwall de Rolling Stone, escribió: «La segunda temporada no siempre se benefició en ese sentido, dedicando entregas enteras a Cold Harbor y al origen del proceso de separación. Pero terminó de una manera que se apoya en las mejores y más importantes partes de la serie, y que aborda sus ideas centrales de maneras emocionantes, sorprendentes, divertidas y conmovedoras. Si por alguna razón tenemos que esperar otros tres años para una nueva temporada, esas partes parecen más propensas a quedarse con mis espectadores, tanto introvertidos como extrovertidos, que el material que resultó frustrante a principios de año».  Ben Travers, de IndieWire, le dio al episodio una calificación de "A" y escribió: «La gente no suele responder a la razón de la misma manera que responde a los sentimientos, y 'Cold Harbor' evoca una serie de sentimientos contradictorios. Si bien es desconcertante en el momento que se le niegue a una de las parejas principales la tan ansiada reunión, el innie Mark toma una decisión». 
Erin Qualey, de Vulture, le dio al episodio una calificación perfecta de 5 estrellas sobre 5 y escribió: «'Cold Harbor' es una cautivadora serie de televisión de más de una hora que ofrece varios golpes viscerales, algo de críptica historia de Lumon y algunas de las secuencias visualmente más impactantes que la serie haya presentado jamás. En serio, si ofrecieran una proyección de este episodio en formato de cine, lo vería. Dos veces». Sean T. Collins, de Decider, escribió: «Todo se sentía integrado, por usar un término. Ya sea que lo vieras por la trama, las emociones, los temas, las actuaciones, los efectos visuales o el tono general, obtuviste algo bueno. ¡Lo bueno es bueno! No necesitas ser una obra maestra alucinante para que valga la pena verla».
Brady Langman, de Esquire, escribió: «No creo que ninguno de nosotros esperara que Severance nos dejara con un final de suspenso como el de su final de la primera temporada, que fue lo que la convirtió en una sensación en primer lugar. Pero aquí estamos. Severance nos acaba de revelar a quién pertenece esta historia: a Mark S. Esta es la historia de lo que significa recuperar la plenitud. Y de cómo es la vida cuando enfrentas lo peor de ti mismo y eliges seguir lo que amas —y a quién—, incluso si eso significa pasar otro día en el infierno».  Erik Kain, de Forbes, escribió: «Este fue un episodio de televisión poderoso, impactante y perfectamente elaborado, aunque sigo pensando que el final de la primera temporada, por mucho menos rimbombante y salvaje que fuera, me impactó un poco más. Por supuesto, es casi imposible superar un episodio tan crucial, pero Stiller y su equipo se han acercado». 
Jeff Ewing, de Collider, le dio al episodio un 10 sobre 10 y escribió: «Aún desconocemos cuáles son las verdaderas intenciones de Cobel, y sin duda, Mark y Helly no estarán a salvo mientras permanezcan dentro de Lumon. Por ahora, nuestros Macrodats internos favoritos tienen un final feliz, y Gemma es libre, aunque esté muy, muy descontenta con ello».  Breeze Riley, de Telltale TV, le dio al episodio una calificación de 4.5 estrellas sobre 5 y escribió: "Te guste o no la larga secuencia final que muestra a Helly y Mark huyendo a ninguna parte, no puedes decir que la serie tomó la decisión aburrida. El conflicto nunca fue solo contra Lumon, sino también contra estos seres independientes que crearon al firmar la separación".

### Reconocimientos
TVLine nombró a Adam Scott como el "Artista de la Semana" de la semana del 22 de marzo de 2025, por su actuación en el episodio. El sitio web escribió: "Los momentos finales del episodio también sirvieron como un último toque para Scott, quien transmitió en silencio la confusión de Mark y su compromiso definitivo con Helly al dejar atrás a Gemma por ella. Scott se ha dedicado a interpretar a sabelotodos sarcásticos que lo convierten todo en una broma, pero esto no era una broma. Esta semana se sumergió en la emoción genuina y ayudó a que el final de Severance fuera uno del que hablaremos y debatiremos durante años".